# شظية (عظم)

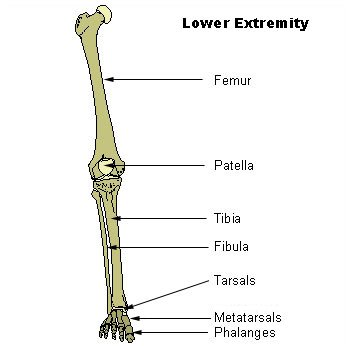
عظام الطرف السفلي

عظم الشظية (باللاتينية: fibula) هو أحد العظام الطويلة في البشر، وهو أحد عظمتي الساق الموجود على الجانب الوحشي أي الخارجي للساق، بينما يكون العظم الآخر وهو قصبة الساق في الجانب الإنسي أي الداخلي للساق.

## البنية
يتكون عظم الشظية من المكونات التالية:
- الكعب الوحشي
- الغشاء بين العظمين الذي يربط بين عظمي الشظية والظنبوب
- المفصل الشظوي الظنبوبي العلوي هو مفصل مسطح بين اللقمة الوحشية للظنبوب ورأس الشظية
- المفصل الشظوي الظنبوبي السفلي الذي يتكون من السطح الخشن المحدب للجانب الأنسي لأسفل الشظية والسطح المقعر الخشن للجانب الوحشي للظنبوب.

### التروية الدموية
تعد المعرفة المفصلة بأوعية الشظية وترويتها أمراً مهماً، خصوصاً وأن الشظية تستخدم اليوم بشكلٍ شائع كطعم عظمي لإعادة ترميم الفك السفلي. يوفر الشريان الشظوي التروية الدموية للقسم المتوسط من عظم الشظية، ويعطي هذا الشريان عدة فروع صغيرة لتروية سمحاق عظم الشظية. أما الطرف القريب من عظم الشظية فيعتمد في ترويته الدموية على الشريان الظنبوبي الأمامي. عند أخذ طعم عظمي من الشظية يأخذ الثلث المتوسط من العظم ويترك طرفا العظم القريب والبعيد.

### الوظيفة
لا يحمل عظم الشظية أي وزن كبير من الجسم. تمتد الشظية في الطرف السفلي بعد مفصل الركبة وتشكل الجزء الخارجي من الكاحل ما يوفر الاستقرار لهذا المفصل. تمتلك الشظية عدداً من الأنفاق والأخاديد العظمية التي تُشكل أربطة ترتكز من خلالها عضلات معينة ما يزيد ثباتها ويضاعف قوة العضلات.

### الكسور
تحدث أشيع كسور عظم الشظية في الطرف البعيد للعظم، ويصنف هذا الكسر من كسور مفصل الكاحل. وله ثلاثة أنواع حسب تصنيف دانيس ويبر. أنه كسر في الكاحل. ومن الكسور الأخرى التي تصيب عظم الشظية كسر ميزونوف، وهو كسر حلزوني للثلث القريب من الشظية المرتبط مع تمزق الغشاء بين العظمين، ويرافقه عادة كسر في الكعب الأنسي أو تمزق في الأربطة العميقة. أما الكسر الانقلاعي فيشير لكسر رأس الشظية ويترافق مع خلع بسبب التقلص المفاجئ للعضلة ذات الرأسين الفخذية التي تسحب موقع ارتباطها على العظم. يرتبط وتر العضلة ذات الرأسين الفخذية على الرأس الشظوي ارتباطاً وثيقاً بالرباط الجانبي للركبة، ولذلك يكون هذا الرباط عرضة للإصابة في هذا النوع من الكسور.